# Euryphora
Euryphora är ett släkte av tvåvingar. Euryphora ingår i familjen puckelflugor.
Kladogram enligt Catalogue of Life:
| Euryphora | \| \| Euryphora arabiensis \| \| \| \| \| \| Euryphora madagascarensis \| \| \| \| |
|           | \| \| Euryphora arabiensis \| \| \| \| \| \| Euryphora madagascarensis \| \| \| \| |
|           | Euryphora arabiensis                                                               |
|           |                                                                                    |
|           | Euryphora madagascarensis                                                          |
|           |                                                                                    |